# Середнє ім'я
Середнє ім'я (англ. middle name, також друге ім'я) — ім'я, звичайно розташоване між особовим ім'ям і прізвищем. Використається як елемент повного імені, в основному у Європі і західних країнах. Як правило, за формою являє собою друге особисте ім'я, але в деяких випадках таке ім'я традиційно дається на честь матері або бабусі жінкам і на честь батька або діда чоловікам (що ріднить його з по батькові, але не є тотожним йому).

## Швеція
У Швеції середнє ім'я є другим прізвищем. Чоловік або дружина після укладення шлюбу може записати своє старе або нове прізвище чоловіка/дружини собі у вигляді середнього імені (мелланнамна). Діти можуть брати собі прізвище одного з батьків як середнє ім'я, а іншого батька — як прізвище й пізніше, за бажанням, міняти їх місцями. Додаткові особисті імена (на честь матері/батька або бабусі/дідуся) є першими іменами, з яких людиною вибирається основне, те, по якому його будуть називати оточуючі.

## Англія
За статистикою, всі англійські діти одержують при народженні два імені: особисте (first name) і середнє (middle). Звичай давати дитині середнє ім'я апелює до традиції привласнювати немовляті кілька особистих імен. У сучасному англійському іменнику випадки присвоєння двох або трьох середніх імен зустрічаються частіше, ніж повна відсутність середнього імені. Хоча й немає закону, що обмежує кількість середніх імен, більше чотирьох додаткових середніх імен звичайно не дається: Charles Philip Arthur George, Andrew Albert Christian Edward, Edward Anthony Richard Louis, Anne Elisabeth Alice Louise.  Середнє ім'я відіграє роль додаткової відмітної ознаки, особливо для осіб, які мають широко розповсюджені імена й прізвища. Як середні імена використовуються як імена особисті, так і географічні назви, загальні імена тощо. Часто як середні імена використовуються прізвища людей, на честь яких вони привласнюються.
Середнє ім'я не слід плутати з подвійним британським прізвищем, перша частина якого може бути схожа на середнє ім'я, але не є таким. Наприклад, таке прізвище мав Девід Ллойд Джордж.

## Ізраїль
В Ізраїлі, особливо в релігійних родинах, дітям нерідко дають подвійні імена. Це особливо часто зустрічається, якщо хочуть назвати дитину на честь родича померлого (в ашкеназів) або живого (в сефардів). Перше ім'я вибирають те, яке сподобалося батькам, а друге — на честь родича або якого-небудь праведника

## Україна
В Україні середнє ім'я використовувалось історично, проте у рідкісних випадках. Середнє ім'я мали, зокрема, Богдан Зиновій Хмельницький та Іван Ждан Ріг.